# Jamesbrittenia megaphylla
Jamesbrittenia megaphylla är en flenörtsväxtart som beskrevs av O.M. Hilliard. Jamesbrittenia megaphylla ingår i släktet Jamesbrittenia och familjen flenörtsväxter. Inga underarter finns listade i Catalogue of Life.